# 戸川安熈
戸川 安熈（とがわ やすおき、宝暦5年（1755年） - 安永6年6月22日（1777年7月26日）は、江戸時代中期の幕臣（旗本）。通称は与市郎、のち内蔵助。
早島戸川家5代・安聡の七男として生まれ、生後間もなく実兄安泰の死により家督を相続した。
安聡時代（宝暦4年（1754年））に村民が高松領の箕島村（岡山市南区箕島）民（宝暦6年（1756年）には妹尾戸川家領・妹尾村（岡山市南区妹尾地域）民も加わる）と共に幕府へ訴え出て岡山藩と争った、干拓地における国境の線引きについての訴訟（宝暦国境争論）について、宝暦8年（1758年）6月に裁決が下された。結果は、海岸線を国境とし、海は備前内海（備前国）であるものの公儀のものとされ、早島・箕島・妹尾側の敗訴であった。しかし、妹尾村民の干潟への入猟の許可と、早島・箕島村民による葭草・浜松の刈取が許可され、堤防修復のための干潟の土の掘り下げが3村に認められるという、以前からの干潟での用益権の確保には成功した。
また、財政再建のため豪農の片山新助に献金（安聡・安泰時代の頃とも言われており、定説がない）させたりもしている。それとともに、宝暦12年（1762年）貨幣経済の拡大と特産の畳表の取引のための通貨不足を補うため、豪農の片山家・佐藤家・溝手家を札元にした畳表売買通用手形（旗本札）を認めた。
安永6年6月22日没。跡目は養子の安昶が継いだ。

## 系譜
- 父：戸川安聡
- 母：松平忠周の娘
- 養父：戸川安泰
- 妻：不詳
- 養子
  - 男子：戸川安昶（鳥居忠意の十男）